# Penobscot Building (1905)
El Penobscot Building es el edificio original de 13 pisos del complejo Penobscot Block en el Downtown de Detroit, Míchigan. Es el primer edificio de Penobscot y uno de los tres edificios del mismo nombre en el complejo construido más tarde. Está ubicado en 131 West Fort Street, dentro del distrito financiero de Detroit.

## Historia
Este Penobscot fue diseñado por Donaldson y Meier en estilo Beaux-Arts e incorpora ladrillo y piedra en sus materiales. La construcción comenzó en 1904 y se completó en 1905. Su edificio fue financiado por destacados empresarios de Detroit, incluido el maderero Simon J. Murphy, Sr. 
En la actualiadd se usa sobre todo para tiendas comerciales y diferentes servicios. Es una propiedad contributiva en el Distrito Histórico Financiero de Detroit y está inscrito en el Registro Nacional de Lugares Históricos.

## Arquitectura
Los tres pisos inferiores del edificio están revestidos de piedra caliza, los siete centrales de ladrillo y los tres superiores de terracota. La fachada se divide en cinco tramos, cada uno con un par de ventanas de guillotina. Pilares de columnas corintias al frente de los pisos undécimo y duodécimo, y se ha eliminado la cornisa del edificio original.